# Barely Legal
Pour les articles homonymes, voir Barely Legal (homonymie).
Albums de The Hives
Veni Vidi Vicious
(2001)
Barely Legal est le premier album des Suédois de The Hives fortement influencé par The Adicts et Circle Jerks.

## Liste des titres
| No  | Titre                            | Durée |
| --- | -------------------------------- | ----- |
| 1.  | Well, Well, Well                 | 1:02  |
| 2.  | a.k.a. I-D-I-O-T                 | 2:12  |
| 3.  | Here We Go Again                 | 2:12  |
| 4.  | I'm a Wicked One                 | 1:45  |
| 5.  | Automatic Schmuck                | 2:17  |
| 6.  | King Of Asskissing               | 1:46  |
| 7.  | Hail Hail Spit n' Drool          | 1:27  |
| 8.  | Black Jack                       | 2:45  |
| 9.  | What's That Spell?...Go to Hell! | 1:41  |
| 10. | Theme From...                    | 2:49  |
| 11. | Uptempo Venomous Poison          | 1:13  |
| 12. | Oh Lord! When? How?              | 1:42  |
| 13. | The Stomp                        | 1:54  |
| 14. | Closed for the Season            | 2:34  |